# سيلاس أ. هولكومب
سيلاس أ. هولكومب (بالإنجليزية: Silas A. Holcomb)‏ هو قاضي ومحامي أمريكي، ولد في 25 أغسطس 1858 في مقاطعة جيبسون في الولايات المتحدة، وتوفي في 25 أبريل 1920 في بروكن باو في الولايات المتحدة.